# Ptychocharax rhyacophila
Ptychocharax rhyacophila és una espècie de peix de la família dels caràcids i de l'ordre dels caraciformes.

## Morfologia
- Els mascles poden assolir 6,2 cm de llargària total.[3]

## Alimentació
Menja larves d'insectes aquátics, formigues i aranyes.

## Hàbitat
Viu en zones de clima tropical.

## Distribució geogràfica
Es troba a Sud-amèrica: riu Siapa a la conca del riu Casiquiare (Veneçuela).